# Fritz Baldauf
Friedrich „Fritz“ Baldauf (* 20. April 1898 in Worms; † 12. September 1962 in Lahr) war ein deutscher Unternehmer.

## Werdegang
Baldauf absolvierte eine Banklehre und war als stellvertretender Direktor der Rheinischen Kreditbank Worms tätig. Zum 1. Dezember 1929 wechselte er in den Vorstand der Emil-Waeldin-Lederfabrik in Lahr/Schwarzwald. Am 18. Dezember 1937 beantragte er die Aufnahme in die NSDAP und wurde rückwirkend zum 1. Mai desselben Jahres aufgenommen (Mitgliedsnummer 5.260.966). 1953 wurde er Mitglied des Vorstands der Heylschen Lederwerke in Worms, die als Großaktionär wirtschaftlich eng mit der Lederfabrik Emil Waeldin verbunden waren.
Nach Ende des Zweiten Weltkriegs und Besetzung Lahrs wurde er durch das Wirtschaftsministerium als Präsident der Handelskammer Lahr eingesetzt. Ende 1946 trat er zurück. Wegen seiner früheren NSDAP-Mitgliedschaft war er umstritten, war jedoch einer der engsten Vertrauten des Oberbürgermeisters Paul Waeldin. Weitere Ehrenämter bekleidete er im Bundesverband der Deutschen Industrie sowie als Vorsitzender des Verbandes der Industrie Südbadens.

## Ehrungen
- 1952: Verdienstkreuz (Steckkreuz) der Bundesrepublik Deutschland